# Александр Маленький
«Алекса́ндр Ма́ленький» — совместный советско-немецкий художественный фильм о Великой Отечественной войне, снятый в 1981 году режиссёром Владимиром Фокиным. Снят на Киностудии им. М. Горького.

## Аннотация
В основе фильма лежит подлинный факт; прототипом главного героя фильма (Игоря Цветова) стал советский литературовед Александр Дымшиц, в 1945—1949 годах — начальник отдела культуры в Управлении пропаганды Советской военной администрации в Германии (СВАГ).
Май 1945 года. На оккупированной РККА территории Германии, совместно с сотрудницей новой оккупационной газеты Тессой Тенцер, советские солдаты принимают участие в организации жизнедеятельности немецкого детского дома. Однажды в детский дом немецкие беженцы подбрасывают новорождённого младенца, и советские солдаты дают малышу имя — Александр Маленький. Случайно к детскому дому выходят участники подпольных партизанских формирований немецкого вервольфа и происходит бой.

## В ролях
- Борис Токарев — Игорь Цветов, капитан
- Юрий Назаров — Василий Акимыч Хрищанович, старшина из Минска
- Михаил Кокшенов — Курыкин, рядовой, шофёр
- Олаф Шнайдер — Пинзель, воспитанник детского дома
- Уте Любош — Тесса Тенцер, сотрудница и переводчица в редакции газеты
- Герри Вольф — Хюбнер, бургомистр, директор детского дома, бывший узник концлагеря
- Вальфриде Шмитт — Фридель, кормилица детского дома
- Николай Скоробогатов — Русанов, полковник
- Олаф Боддойч — Петер, брат Ирмгард, сирота
- Яна Ленц — Ирмгард, сестра Петера, сирота
- Брит Бауманн — Марта, воспитанница детского дома
- Штефан Март — Ралле, воспитанник детского дома
- Андреас Гутовски — Феликс, воспитанник детского дома
- Герд Михель Хеннеберг — Людвиг
- Харальд Вармбрунн — Флехзиг, зажиточный немец-бюргер

## Съёмочная группа
- Авторы сценария:
  - Валентин Ежов
  - Владимир Фокин
  - Ингебург Кретчмар
- Режиссёр: Владимир Фокин
- Оператор: Сергей Филиппов
- Композитор: Эдуард Артемьев
- Художник: Эрих Крюльке
- Дирижёр: Александр Петухов
- Директора картины: Аркадий Кушлянский, Дитмар Рихтер

## Признания и награды
- 1981 — Диплом за лучший игровой полнометражный фильм на II Всесоюзной неделе-смотре работ молодых кинематографистов в Минске
- 1982 — Главный приз по разделу художественных фильмов на II фестивале молодых кинематографистов киностудии им. М. Горького
- 1982 — XV Всесоюзный кинофестиваль (Таллин) по разделу фильмов для детей и юношества: приз и диплом за лучшую режиссуру — режиссёру Владимиру Фокину за фильм «Александр Маленький».[2]
- 1982 — Серебряная медаль имени А. Довженко за создание произведения на героико-патриотическую тему (1982)